# Springbrook (Dakota del Nord)
Springbrook és una població dels Estats Units a l'estat de Dakota del Nord. Segons el cens del 2000 tenia 26 habitants.

## Demografia
Segons el cens del 2000, Springbrook tenia 26 habitants, 14 habitatges, i 7 famílies. La densitat de població era de 27,1 hab./km².
Dels 14 habitatges en un 14,3% hi vivien nens de menys de 18 anys, en un 50% hi vivien parelles casades, en un 0% dones solteres, i en un 50% no eren unitats familiars. En el 50% dels habitatges hi vivien persones soles el 21,4% de les quals corresponia a persones de 65 anys o més que vivien soles. El nombre mitjà de persones vivint en cada habitatge era d'1,86 i el nombre mitjà de persones que vivien en cada família era de 2,71.
Per edats la població es repartia de la següent manera: un 15,4% tenia menys de 18 anys, un 15,4% entre 18 i 24, un 15,4% entre 25 i 44, un 26,9% de 45 a 60 i un 26,9% 65 anys o més.
L'edat mediana era de 46 anys. Per cada 100 dones de 18 o més anys hi havia 120 homes.
La renda mediana per habitatge era de 35.938 $ i la renda mediana per família de 53.125 $. Els homes tenien una renda mediana de 31.250 $ mentre que les dones 23.750 $. La renda per capita de la població era de 17.142 $. Entorn del 22,2% de les famílies i el 38,5% de la població estaven per davall del llindar de pobresa.

## Poblacions més properes
El següent diagrama mostra les poblacions més properes.